# Rochechinard
Rochechinard ist eine Gemeinde im französischen Département Drôme in der Region Auvergne-Rhône-Alpes. Sie gehört zum Arrondissement Die und zum Kanton Vercors-Monts du Matin. Sie grenzt im Westen an Hostun, im Nordwesten an La Baume-d’Hostun, im Norden an Saint-Nazaire-en-Royans, im Nordosten an La Motte-Fanjas, im Osten an Saint-Jean-en-Royans und im Süden an Beauregard-Baret.

## Bevölkerungsentwicklung
| Jahr                       | 1962 | 1968 | 1975 | 1982 | 1990 | 1999 | 2008 | 2013 | 2015 |
| -------------------------- | ---- | ---- | ---- | ---- | ---- | ---- | ---- | ---- | ---- |
| Einwohner                  | 114  | 101  | 103  | 107  | 118  | 113  | 100  | 106  | 110  |
| Quellen: Cassini und INSEE |      |      |      |      |      |      |      |      |      |

## Sehenswürdigkeiten
- Kirche Saint-Georges
- Ruine des auf 600 m. ü. M. gelegenen Schlosses (Errichtung im 15./16. Jahrhundert), seit 6. September 1994 Monument historique.

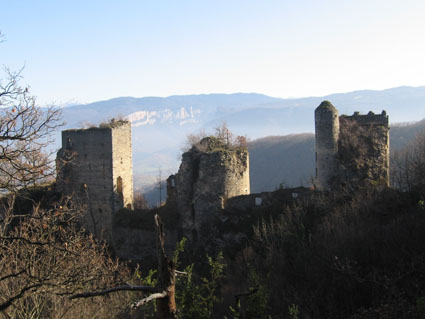
Burgruine
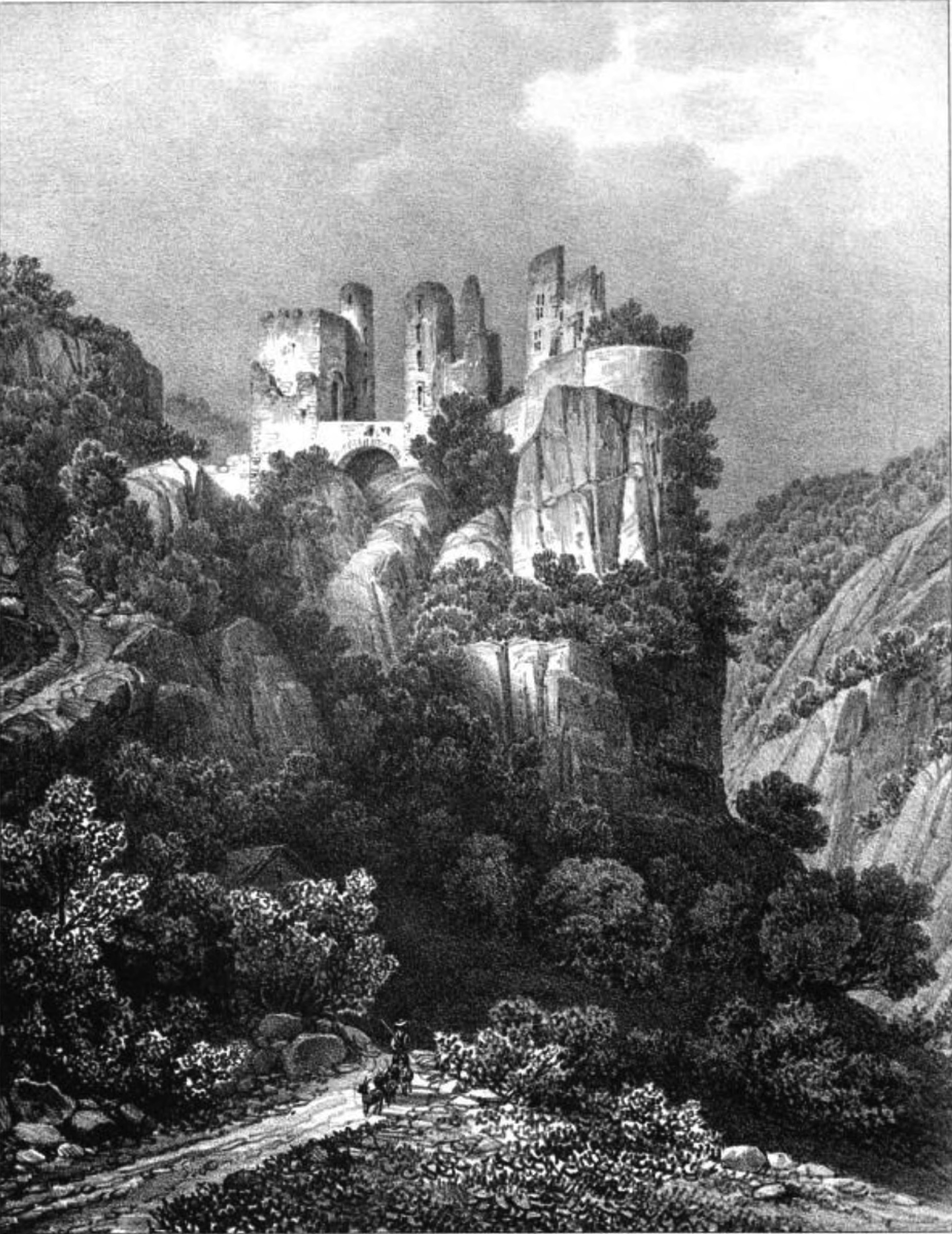
Das Schloss von Rochechinard, Zeichnung von Alexandre Debelle (* 1805, † 1897)
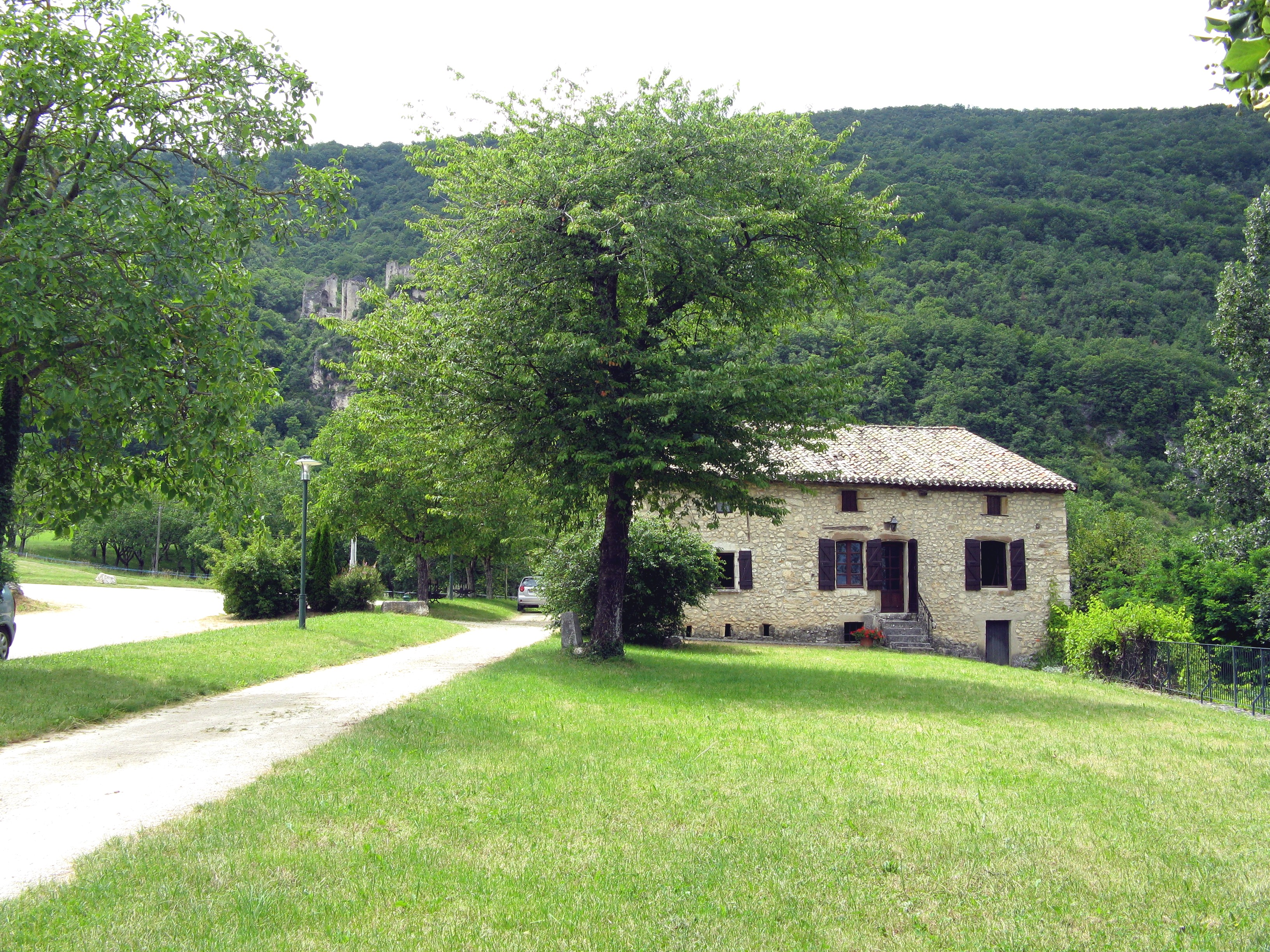
Museum; im Hintergrund die Burgruine
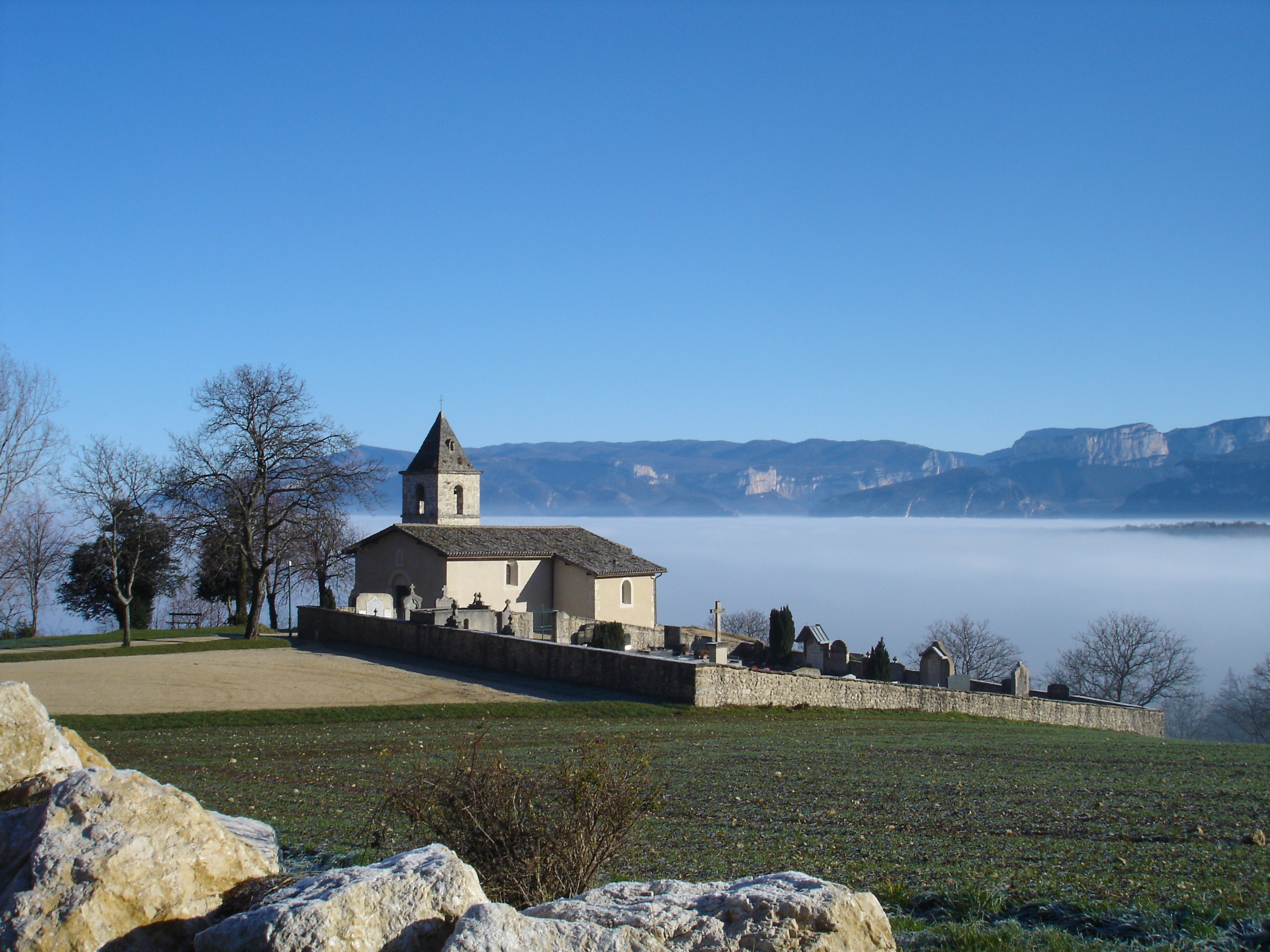
Kirche Saint-Georges